# Clematis peterae
Clematis peterae är en ranunkelväxtart som beskrevs av Hand.-mazz.. Clematis peterae ingår i släktet klematisar, och familjen ranunkelväxter.

## Underarter
Arten delas in i följande underarter:
- C. p. lishanensis
- C. p. trichocarpa